# Erzsébet Metzker Vass
Erzsébet Metzker Vass, známá pod jménem Vass Istvánné (maďarsky Vass Istvánné Metzker Erzsébet; 20. března 1915, Budafok – 8. srpna 1980, Budapešť) byla maďarská feministka a levicová politička, která působila od března 1963 do dubna 1967 jako první žena v historii ve funkci předsedkyně Zemského sněmu.

## Biografie
Narodila se v roce 1915 v tehdy ještě samostatné obci Budafok (dnes součást budapešťského XXII. obvodu) v Uhersku. Její otec János Metzker byl malířem pokojů, matka Teréz Metzker (rozená Berghammer) byla tovární dělnicí. Po základní škole začala ve věku 14 let pracovat jako dělnice v továrně. Ve věku 16 let v roce 1931 se provdala za dělníka Mártona Andra, se kterým měla dvě děti. V roce 1947 bylo jejich manželství rozvedeno. Poté uzavřela sňatek s Istvánem Vassem a roku 1948 se jim narodil syn István.

### Politická kariéra
V letech 1939 až 1945 byla členkou Magyarországi Szociáldemokrata Párt (SZDP). V roce 1945 se stala členkou výboru Maďarská komunistická strana (MKP) v Budafoku. Od března 1947 působila jako instruktorka v Demokratickém svazu maďarských žen (Magyar Nők Demokratikus Szövetség, MNDSZ). Mezi lety 1949 a 1950 absolvovala stranickou školu. V letech 1950 až 1956 byla generální sekretářkou MNDSZ. Od roku 1951 byla členkou Ústředního výboru Maďarské strany pracujících (MDP). Od března 1963 do dubna 1967 působila jako první žena v maďarské historii ve funkci předsedkyně Zemského sněmu. V letech 1971 až 1980 byla členkou Prezidiální rady Maďarské lidové republiky. Byla rovněž členkou předsednictva Mezinárodní demokratické federace žen (WIDF).